# IC 3086
IC 3086 је двојна звијезда у сазвјежђу Дјевица која се налази на листи објеката дубоког неба у Индекс каталогу.
Деклинација објекта је + 9° 0' 33" а ректасцензија 12h 16m 27,8s.